# Parlamento Esloveno
A Eslovênia é um país com um sistema parlamentarista. No seu sistema de governo, o Parlamento tem o papel mais importante como o portador do poder legislativo. O Parlamento esloveno é constituído pela Assembleia Nacional e pelo Conselho Nacional. No sistema parlamentarista, a divisão de poderes em poder legislativo, executivo e judicial é crucial. O parlamento elege e supervisiona os chefes do executivo (governo) e seu trabalho. O parlamentarismo está indissoluvelmente ligado ao estado de direito e aos princípios do debate público, nos quais o poder da lei prevalece. O funcionamento do sistema parlamentar também se baseia na liberdade de associação política, que é a base para o funcionamento dos partidos políticos e, a competição entre estes, permite eleições. As eleições gerais, multipartidárias e livres confirmam a soberania do povo.

## Assembleia Nacional
A Assembleia Nacional é o mais alto órgão legislativo e legislativo. 90 deputados e deputados da Assembleia Nacional são eleitos por voto secreto em eleições diretas, com base no sufrágio universal e igual. A Assembleia Nacional tem um assento representativo para os representantes das comunidades nacionais italianas e húngaras. O mandato dos deputados e deputadas da Assembleia Nacional é de 4 anos.

## Conselho Nacional
O Conselho Nacional é a representação dos interesses sociais, econômicos, profissionais e locais; representa os interesses funcionais de várias organizações e os interesses das comunidades locais. As eleições dos 40 membros do Conselho Nacional são indiretas, nas organizações de interesse relevantes ou comunidades locais, por órgãos eleitorais (via eleitores). Existem 4 representantes de empregadores no Conselho Nacional, 4 representantes de empregados, 4 representantes de agricultores, artesãos e profissões independentes, 6 representantes de atividades não econômicas e 22 representantes de interesses locais. O mandato dos membros é de 5 anos.